# Panicum longivaginatum
Panicum longivaginatum är en gräsart som beskrevs av Harold St.John. Panicum longivaginatum ingår i släktet vipphirser, och familjen gräs. Inga underarter finns listade i Catalogue of Life.